# Fransoletite
La fransoletite è un minerale.